# Allium hermoneum
Allium hermoneum — вид трав'янистих рослин родини амарилісові (Amaryllidaceae), поширений у західній Азії.

## Опис
Має цибулинки вздовж нижньої частини стебла. Стеблина 15–30 см. Листків 3–4, завдовжки до 15 см. Суцвіття до 15-квіткових. Листочки оцвітини майже рівні, широко тупі, 5–5.2 × 2.7–2.8 мм. Тичинки прості, рівні, довжиною 5 мм. 2n=16, 32.

## Поширення
Поширений на вершині гори Гермон на висотах 1800—2800 м (Сирія, Ліван, Ізраїль).
Зростає на скелястих схилах.

## Загрози та охорона
Гірськолижні райони та військове будівництво можуть вплинути на населення навколо південної гори. Гермон, що охоплює невелику частину видового ареалу навколо гірськолижного курорту. Зміна клімату вплине на гірське середовище, однак вплив непевний. Необхідні дослідження, щоб зрозуміти вплив кліматичних змін.